# 洪德姆河
51°6′39.3″N 8°4′4.3″E / 51.110917°N 8.067861°E

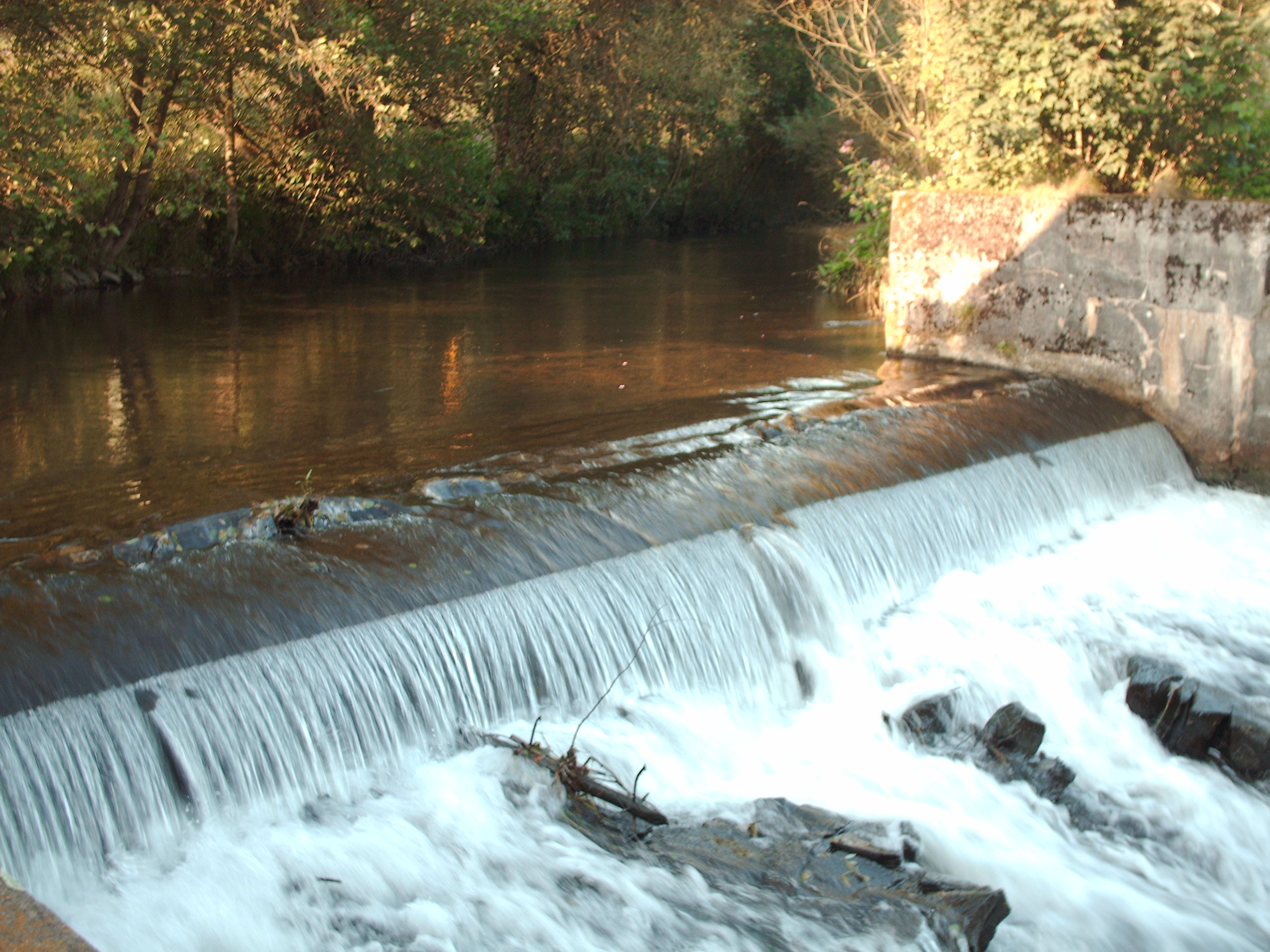
洪德姆河

洪德姆河（德語：Hundem），是德國的河流，位於該國西部，處於北萊茵-威斯特法倫州，屬於萊內河的左支流，河道全長15公里，流域面積129平方公里。